# Stříbro - štoly Dlouhý tah
Stříbro - štoly Dlouhý tah este o arie protejată (arie specială de conservare — SAC, sit de importanță comunitară — SCI) din Republica Cehă întinsă pe o suprafață de 0,04 ha, integral pe uscat.

## Localizare
Centrul sitului Stříbro - štoly Dlouhý tah este situat la coordonatele 49°45′27″N 13°00′56″E / 49.7575°N 13.015556°E.

## Înființare
Situl Stříbro - štoly Dlouhý tah a fost declarat sit de importanță comunitară în aprilie 2005 pentru a proteja 1 specie de animale. Situl a fost protejat și ca arie specială de conservare în iunie 2016.

## Biodiversitate
Situată în ecoregiunea continentală, aria protejată nu include niciun habitat protejat.
La baza desemnării sitului se află o specie protejată de  mamifere: liliac cârn (Barbastella barbastellus).